# عبد المؤمن بالعانس
عبد المؤمن بالعانس (مولود في 3 شباط 1956 -) بالمكنين، هو عضو القيادة الوطنيّة لحزب العمال.

## حياته ونشأته
متزوج وأب لثلاثة أطفال. زاول تعليمه الابتدائي بمدرسة الفتح بالمكنين وزاول تعليمه الثانوي بالمعهد الثانوي بالمكنين /قصر هلال قبل أن يصبح معهد 2 آذار 1934 بقصر هلال و تعليمه العالي بكلية الآداب شارع 9 أفريل بتونس العاصمة ثم بكلية الآداب بمنوبة.
التحق بالجامعة التونسية سنة 1975 حيث إنخرط للنضال في صفوف الهياكل النقابية المؤقتة للإتحاد العام لطلبة تونس و قد كانت آنذاك غير قانونية. تعرّض بسبب ذلك للقمع والملاحقة(إيقاف وإقامة جبرية سنة 1977، مجالس تأديب ومنع متكرر من إجراء الامتحانات) في سنة 1982 حجزت وزارة الداخلية جواز سفره ومنعته من الخروج للقيام بتربص دراسي بإحدى البلدان الناطقة باللغة الإنجليزية.
في الجامعة تعرّف على كافة الأطراف السياسية وتعرّف كذلك على طلبة ومناضلين من مختلف جهات البلاد وعلى الأوضاع الإقتصادية والإجتماعية والثقافية التي تعيشها مختلف فئات الشعب.
أوّل شعار سمعه في الجامعة كان «تقرأ وإلاّ ما تقراش المستقبل ما ثمّاش» ولم يكن ذلك يهمهم بصفة شخصية، فقد كان بالإمكان الحصول على عمل بمجرّد التحصل على شهادة الباكالوريا، وإنما كان ذلك يتعلق بمستقبل البلاد التي تعاني من نظام حكم دكتاتوري ومن سياسية اقتصادية في خدمة الإمبريالية وخاصة منها الفرنسية والأمريكية.
وتبعاً لذلك إنخرط في النضال قلباً وقالباً وبقناعة راسخة من أجل الإطاحة بنظام العمالة والدكتاتورية ومن هنا ساهم في تأسيس حزب العمال الشيوعي التونسي والنضال في صلبه.

## مسيرته
حوكم بصفة غيابية في أواخر سنة 1991 مباشرة بعد حرب الخليج والتحركات الشعبية التي صحبتها في تونس وإضطرّ للعيش في السرية إلى أن تمّ إيقافه في نوفمبر 1995 وتعرض للتعذيب في مقرّات وزارة الداخلية بالعاصمة، وتمّ الزجّ به في السجن قبل أن يطلق سراحه نتيجة صموده ووقوف الحركة الديمقراطية إلى جانبه في نيسان 1996 ليتم اعتقاله من جديد في آذار 1997 ويحكم عليه بسنة سجناً نافذة.
واصل نضاله داخل السجن ورفض رفضاً مطلقا تحية السجَان وتعرض بسبب ذلك للتنكيل في عديد السجون التونسية(السجن المدني بتونس، برج العامري، الناظور).
وقع إطلاق سراحه في آذار 1998 ليتمّ إعادة إيقافه في شباط 1999 بعد أن كان تزوج في آب 1998، وقد كانت زوجته عند إيقافه حاملاً في شهرها السادس وتمّ إيقافها معه وقضت ليلة كاملة في مركز الإيقاف ببوشوشة جالسة على كرسي.
حوكم من جديد بخمس سنوات ونصف سجناً، وداخل السجن واصل النضال وقام بعديد إضرابات الجوع آخرها يوم 8 أيار 2000 وتواصل إلى يوم 10 حزيران حيث أطلق سراحه وهو مضرب عن الطعام. عند إطلاق سراحه احتضن إبنته البكر لأوّل مرّة وكان عمرها سنة واحدة وشهرا. واصل النضال والتشهير بما تعرض له من تعذيب وتنكيل.
وقد وقف إلى جانبه طوال هذه المسيرة العديد من القوى والمنظمات الحقوقية والإنسانية المحلية والعالمية(محامون،الرابطة التونسية للدفاع عن حقوق الإنسان، المجلس الوطني للحريات، منظمة العفو الدولية...) وحظى بتعاطف واسع وأصبحت حالته معروفة في الداخل والخارج.
له ثقة راسخة في الشعب وقوته الجبارة وكل متردد ومتذبذب إذا جالسه قطع مع تذبذبه وتردّده واقتنع بالنضال وبالثورة.
1. ↑  "خلافات اليسار التونسي تهدد بفرط كتلة الجبهة الشعبية في البرلمان". اندبندنت عربية. 30 مايو 2019. اطلع عليه بتاريخ 2024-01-27.
2. ↑  "وفد برلماني تونسي يلتقي 4 مسلحين موقوفين في سوريا". aawsat.com. اطلع عليه بتاريخ 2024-01-27.